# 護城河

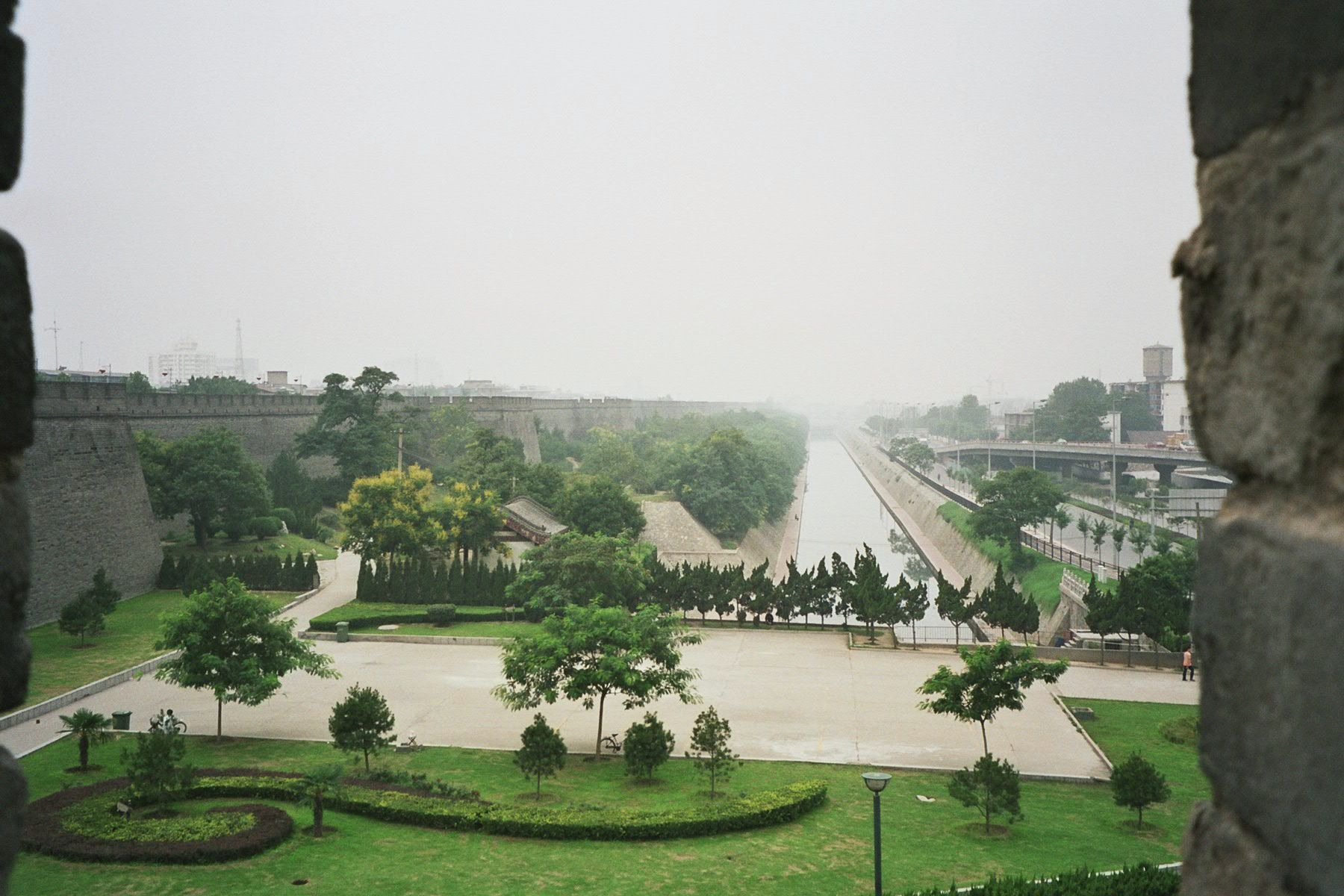
西安的护城河

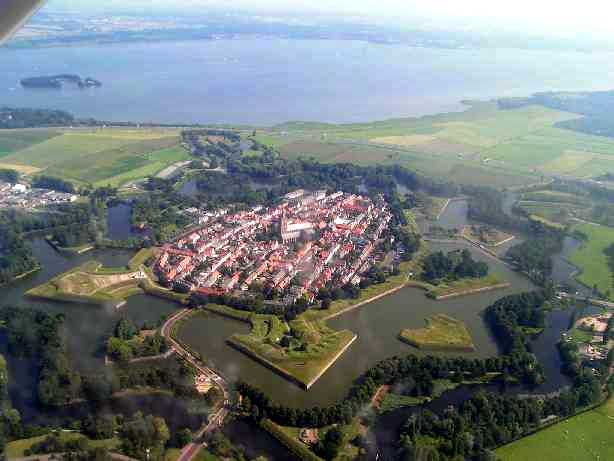
荷蘭納爾登的护城河

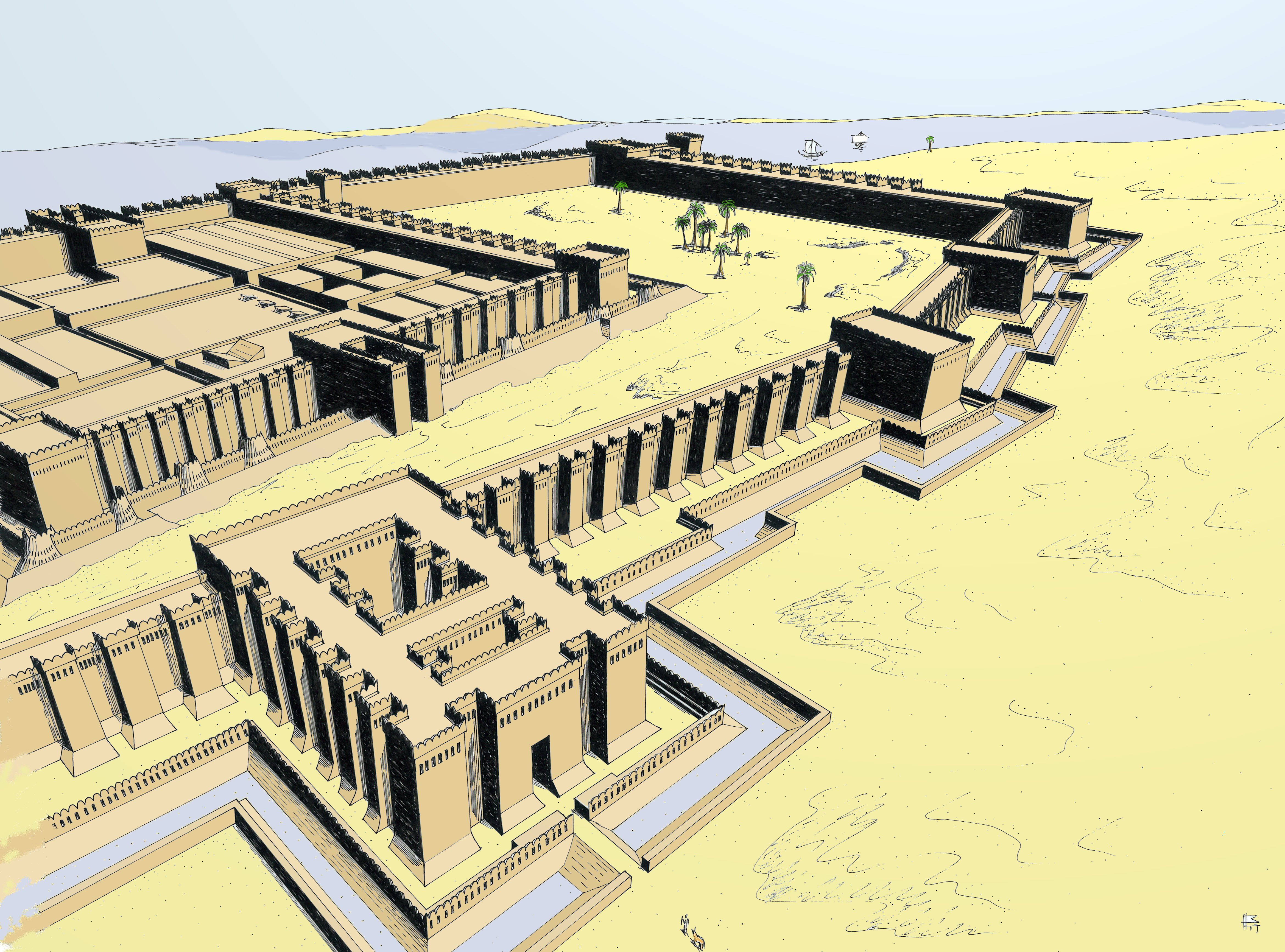
古埃及Buhen堡壘的北視圖

護城河，亦作城壕或城濠，是古時由人工挖鑿，環繞整座城、宫城、寺院等主要建築的河，具有防禦作用，可防止敵人或動物入侵。
世界各國在古代已有開鑿護城河。在中國大陆北京的紫禁城、臺灣新竹古城、左營舊城、億載金城、日本的古城如松本城、江戶（今東京）的皇居、以至歐洲各國的城堡及皇宮等等地方都建有護城河。歐洲不少城堡在護城河上建有可升起的木橋，以方便出入，亦可防止敵人進入。特别情况下，会选择湖泊作为城濠。如明初修建南京城墙时，放弃金川河，选择玄武湖:73。

## 护城河治理
中国大陆不少城市都拥有护城河。对护城河进行治理，通常需要地方政府花费大量金钱及时间。

## 圖廊

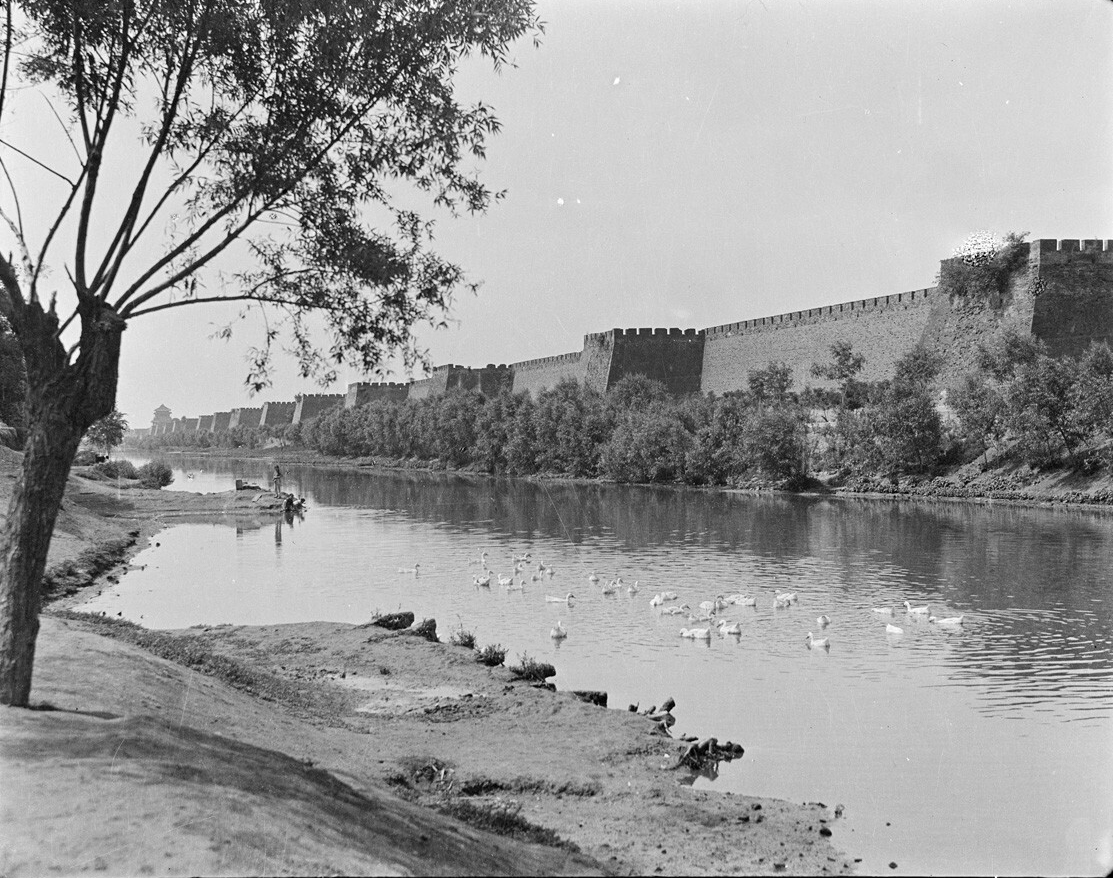
1911年6月3日的北京城护城河
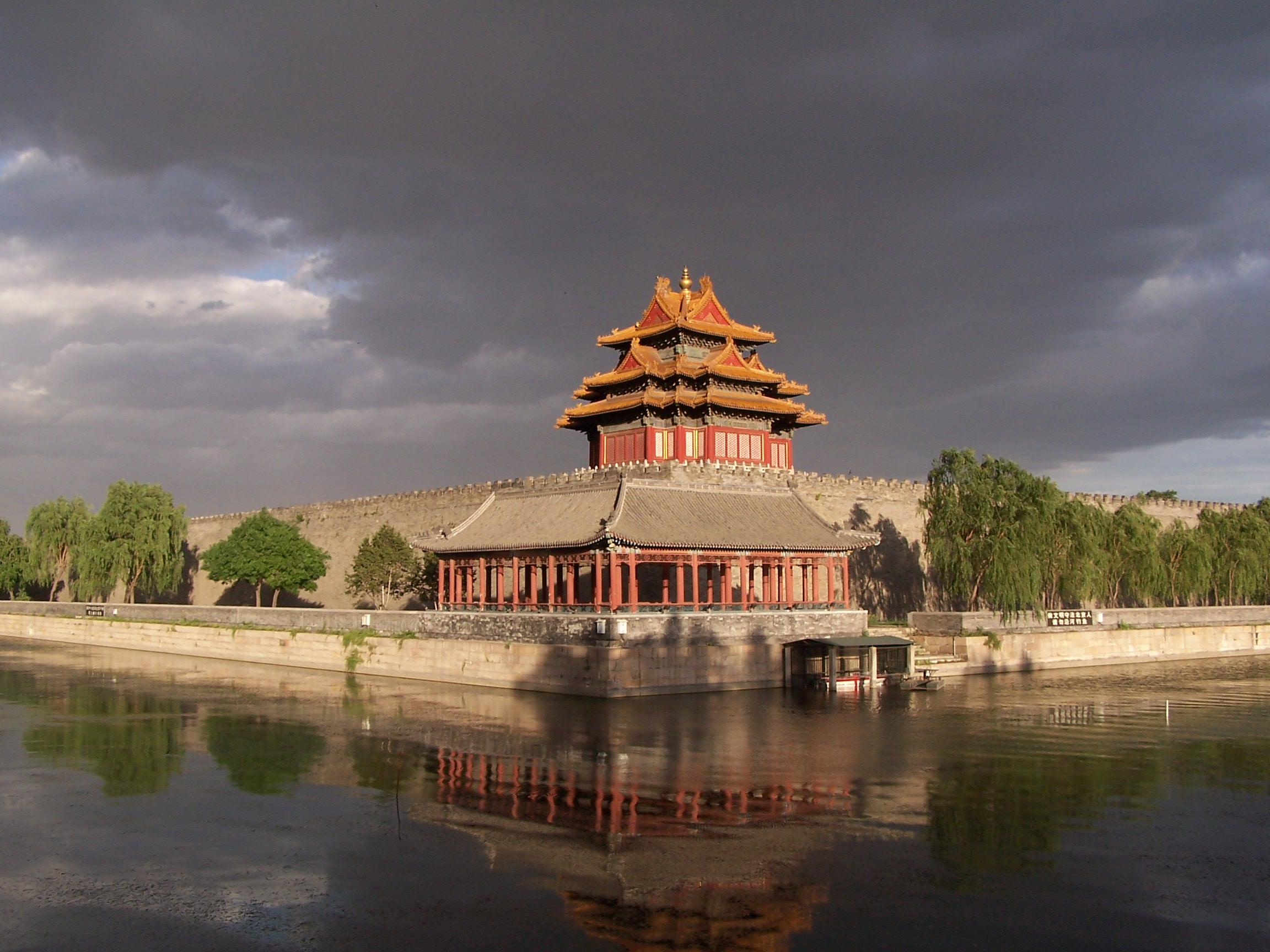
北京紫禁城的護城河
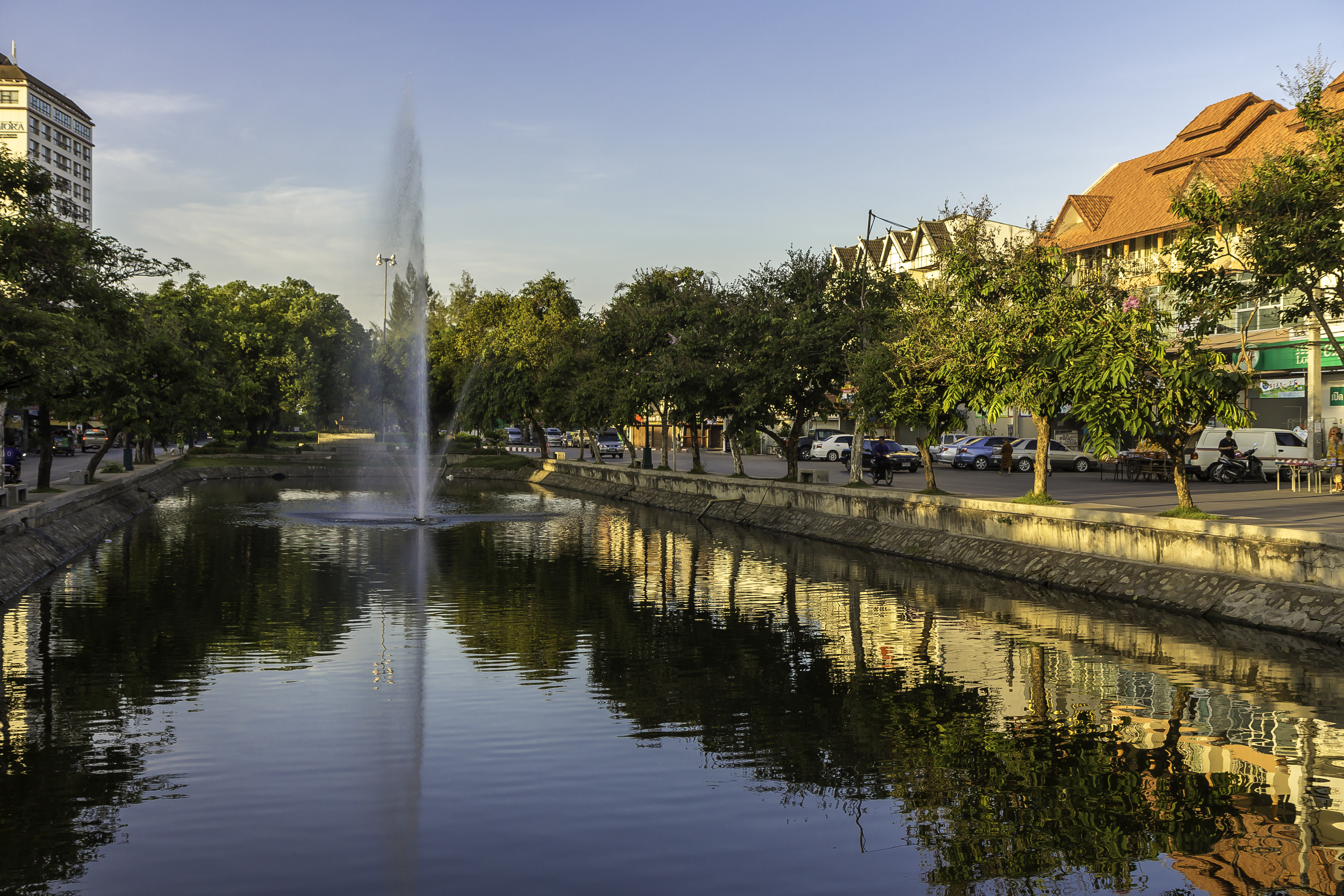
清迈古城的护城河
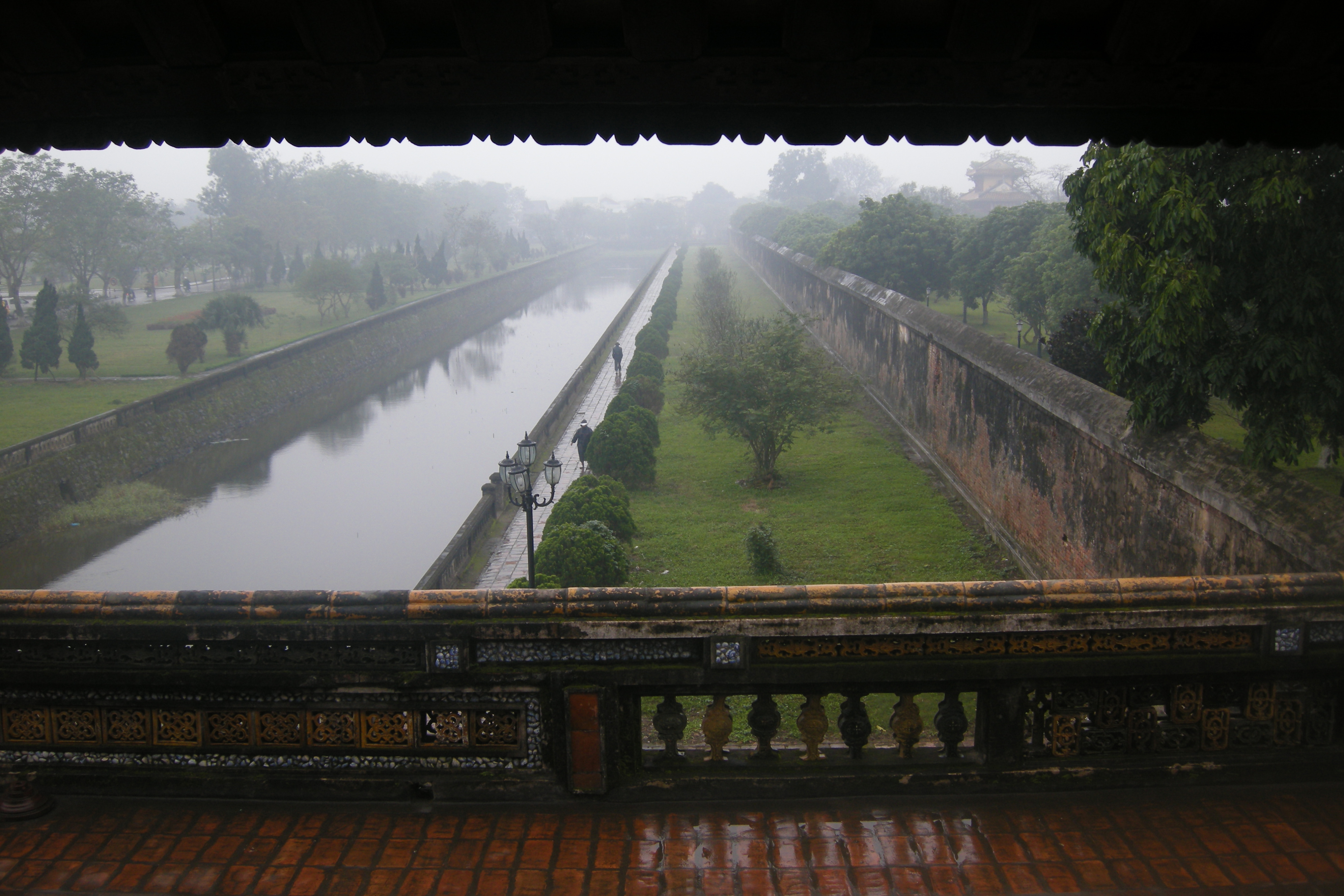
順化皇城的护城河